# Crematorium Ockenburgh
Crematorium Ockenburgh is een crematorium gelegen aan de zuidwestrand van Den Haag.
Het crematorium werd gebouwd omstreeks 1965 in een oud eikenbos bij de duinen tussen Loosduinen en Kijkduin. Ernaast ligt de algemene begraafplaats Westduin, die in 1950 in gebruik werd genomen.

## Bekende personen
- Pierre Louis baron d'Aulnis de Bourouill, MWO, verzetsstrijder
- Mauk de Brauw, politicus
- Jan van Dulm, MWO, onderzeebootcommandant
- Marga Klompé, politica
- Jos Mulder-Gemmeke, MWO, verzetsstrijder
- Mariska Veres, zangeres Shocking Blue